# 环边海兔螺
环边海兔螺，又名缘拟鼻螺:176-177、中华拟鼻螺:177-178、中华海兔螺，梭螺科的动物。舊屬拟鼻螺属，今屬缘梭螺属。

## 型態描述
成貝殻長8 mm到30 mm。殻身薄、色白、呈半透明、邊沿有橙線環繞殻身，殻內奶白色。

## 分佈
本物種分布于紅海的底层区、日本（本州、四国、奄美、冲绳）:176-178、菲律宾:176-177、新喀里多尼亚:176-177、印度、越南、台湾、香港以及中国大陆的福建等地。属于暖海产:176-177，营寄生生活，垂直分布从潮间带低潮区浅海(10-20m)或潮下带，最深不超過50m水深岩石质的海底:176-177。常見於海扇、珊瑚丛中或腔肠动物的海鸡头或棘鸡头之上。该物种的模式产地在香港，按當時（1874年）香港的範圍，相信那位William Cuthill應該是在維多利亞港的香港島海旁發現。

## 外部連結
- 維基物種上的相關：环边海兔螺
- Hardy, Eddie. . Hardy's Internet Guide to Marine Gastropods.   [2011-10-13]. （原始内容存档于2020-06-28） （英语）.